# IEEE 754-2008
IEEE 754-2008 är en IEEEstandard för hur flyttal ska hanteras i datorer.
Många programmeringsspråk tillåter eller kräver att viss (eller all) aritmetik följer denna standard.
Standarden definierar bland annat:
- bitrepresentation i vissa antal bitar av flyttal i bas 2 och bas 10, inklusive subnormala tal, negativ noll, oändlighet (positiv och negativ), och "inte-ett-tal" (NaN, "not-a-number")
- avrundningsriktningar
- aritmetiska operationer
- felhantering (t.ex. vid division med noll, överspill (engelska overflow) och underspill (engelska underflow))

Standarden definierar följande flyttalstyper:
- binary16 (endast för lagring, ej för beräkningar)
- binary32 (kallades i tidigare version single precision)
- binary64 (kallades i tidigare version double precision)
- binary128 (har ibland informellt kallats quad precision)
- decimal32 (endast för lagring, ej för beräkningar)
- decimal64
- decimal128